# Yan Peng
Yan Peng (født 6. januar 1996) er en kinesisk basketballspiller som deltog i de olympiske lege 2020.